# Pyrameis aequatorialis
Pyrameis aequatorialis är en fjärilsart som beskrevs av Wagner 1872. Pyrameis aequatorialis ingår i släktet Pyrameis och familjen praktfjärilar. Inga underarter finns listade.